# Pasqual Calbó i Caldés
Pasqual Calbó i Caldés – hiszpański malarz pochodzący z Minorki. 
W latach 1770–1774 studiował na Królewskiej Akademii Sztuk Pięknych San Carlos w Walencji. W 1774 r. został wyróżniony przez królową Marię Teresę Hiszpańską i otrzymał od niej stałą pensję. Studiował również na akademiach we Francji, Rzymie i Wiedniu. W 1780 r. powrócił do rodzinnego Mahón. W 1787 r. ze względu na zły stan zdrowia postanowił wyjechać na Hawanę, jednak powrócił na Minorkę w 1790 roku.
Tworzył dzieła w duchu realizmu. Malował obrazy o charakterze religijnym, pejzaże i portrety. Podczas pobytu w Rzymie zainspirował się pracami Antona Rafaela Mengsa; uważał Mengsa za wzór do naśladowania i kopiował jego dzieła.